# Ephedrus plagiator
Ephedrus plagiator är en stekelart som först beskrevs av Christian Gottfried Daniel Nees von Esenbeck 1811.  Ephedrus plagiator ingår i släktet Ephedrus och familjen bracksteklar. Arten är reproducerande i Sverige. Inga underarter finns listade i Catalogue of Life.